# Rincón del Ahorcado
Rincón del Ahorcado är en ort i Mexiko.   Den ligger i kommunen Zitácuaro och delstaten Michoacán de Ocampo, i den södra delen av landet, 120 km väster om huvudstaden Mexico City. Rincón del Ahorcado ligger 2 277 meter över havet och antalet invånare är 356.
Terrängen runt Rincón del Ahorcado är kuperad åt sydväst, men åt nordost är den bergig. Runt Rincón del Ahorcado är det ganska tätbefolkat, med 90 invånare per kvadratkilometer. Närmaste större samhälle är Heróica Zitácuaro, 9,2 km nordväst om Rincón del Ahorcado. I omgivningarna runt Rincón del Ahorcado växer i huvudsak blandskog.